# 勒普廷湖
54°10′34″N 10°13′16″E / 54.175979°N 10.221026°E
勒普廷湖（德語：Löptiner See），是德國的湖泊，位於該國北部石勒蘇益格-荷爾斯泰因州，由普倫縣負責管轄，面積0.1平方公里，平均水深2.5米，最大水深4.5米，水體容量27.6萬立方米，湖岸線長度1.3公里。